# Juan Francisco Estrada
Juan Francisco Estrada Romero (ur. 14 kwietnia 1990 w Puerto Penasco) – meksykański bokser, aktualny zawodowy mistrz świata wagi muszej (do 112 funtów) federacji WBA i WBO. 

## Kariera zawodowa
Karierę zawodową rozpoczął 30 sierpnia 2008. Do sierpnia 2012 stoczył 23 walki, z których 22 wygrał i 1 przegrał. W tym okresie zdobył tytuł WBC Mundo Hispano w wadze junior koguciej.
17 listopada 2012 otrzymał szansę walki o tytuł mistrza federacji WBA w wadze junior muszej. Zmierzył się w z broniącym tytułu Románem Gonzálezem (Nikaragua), przegrywając jednogłośnie na punkty.
Kilka miesięcy później otrzymał kolejną szansę walki o tytuł mistrzowski. 6 kwietnia 2013 w Makau zmierzył się z Amerykaninem filipińskiego pochodzenia Brianem Vilorią. W stawce były tytuły mistrza WBO i WBA Super w wadze muszej. Zwyciężył na punkty po niejednogłośnej decyzji sędziów i został nowym mistrzem świata.
26 kwietnia 2019 w Inglewood w Kalifornii pokonał jednogłośnie na punkty Wisaksila Wangeka (47-5-1, 41 KO), zdobywając tym samym tytuł WBC w wadze muszej.